# Masatoshi Naitō
Masatoshi Naitō (内藤 正敏, Naitō Masatoshi) né le 18 avril 1938 à Tokyo où il meurt le 9 juillet 2025 est un photographe japonais.

## Biographie
Dès 1970, Naito passe 15 ans à documenter cet « autre côté » de Tokyo, le ventre de ce qui est, le jour, la capitale japonaise chic. 

« Lorsque les derniers trains sont partis, avec les hommes et les femmes d'affaires, les étudiants et les travailleurs des restaurants et des bars, "l'autre visage" de la ville émerge »

— Masatoshi Naitō
. 
Un ensemble d'œuvres, de Masatoshi Naitō édité au milieu des années 1980, constitue sa pièce maîtresse avec l’album Naito Masatoshi : Another World Unveiled, une rétrospective à grande échelle de son œuvre, et aussi une première dans un musée de Tokyo, le Tokyo Photographic Art Museum (TOP).